# بطولة الأمم الخمس 1961
بطولة الأمم الخمسة 1961 (بالإنجليزية: 1961 Five Nations Championship)‏ هو الموسم 67 من  بطولة الأمم الخمسة. كان عدد الأندية المشاركة فيه  5، وفاز فيه منتخب فرنسا الوطني لاتحاد الرغبي.